# 韩国藩
韓國藩，字价人，號奮宇，金陵鹰扬卫籍，河南靈寶縣人。明朝政治人物。同进士出身。

## 生平
萬曆十九年（1591年）辛卯科應天鄉試举人，二十六年（1598年）戊戌科进士。初授慈溪县知县，三十二年調任廣東高明縣，三十四年調繁海阳县，為治公平廉介，市無奸宄，獄無繫囚，鼎建尊經閣，甃濬泮池，一時宫牆輪奐。以内外艱去，萬曆三十七年（1609年）起补福建浦城县，三十九年陞南京户部广西司主事，四十年升员外郎，差管淮安鈔关，四十一年晉郎中。四十二年任福建邵武府知府。任内主持修撰《邵武府志》，四十五年京察去職。
天啓三年（1623年）起补长芦运判，升户部主事，四年三月差管太仓銀库，升员外郎，六月升郎中，管蓟镇粮储，升通政司左参议，五年累官通政使司左通政、管左參議事，天啟六年（1626年）削籍。

## 家族
父韩继安，号东楼，世袭南京鹰扬卫百户。母宋氏。妻廖氏，有子韩行素、韩守素、韩怀素。